# كلاوس توبر
كلاوس توبر (بالألمانية: Klaus Teuber)‏ (و. 1952 – م) هو مصمم ألعاب من ألمانيا.

## أعمال بارزة
من أهم أعماله:
- مستوطنو كاتان (بالإنجليزية: The Settlers of Catan)‏.